# FÉG

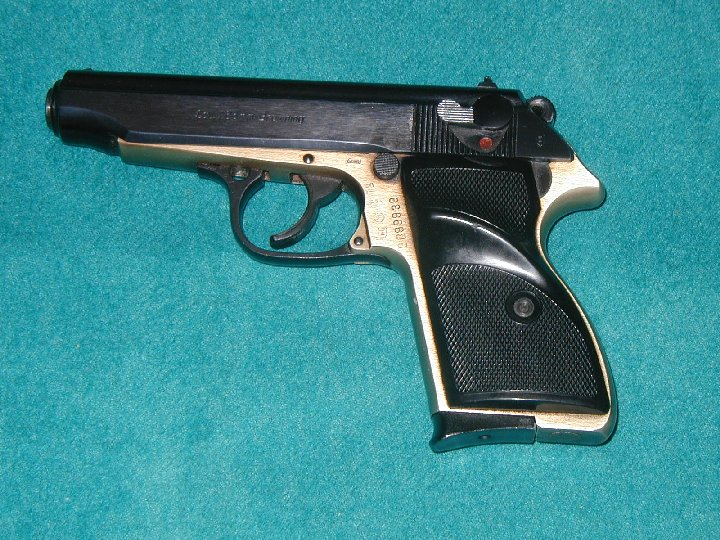
FEG PA-63.

FÉG, forme courte de FÉGARMY Fegyvergyártó Kft., est une marque et un fabricant d'armes hongrois.
La Manufacture d'armes et de machines de Budapest (Fegyver- és Gépgyár Rt.) fut fondée en 1891. Ce fabricant d'armes hongrois a changé plusieurs fois de raison sociale. Ses armes à feu ont été vendues à l'Armée austro-hongroise, l'Armée hongroise mais aussi l'Armée allemande (1939-1945). Avant la Seconde Guerre mondiale, la plupart de ses pistolets (bien conçus mais complexes) ont été imaginés par Rudolf Frommer. Ce dernier, entré comme directeur financier, en devint rapidement l'ingénieur en chef, pour finir PDG de la firme.
Les armes de poing signées FÉG ont toujours été largement exportées en Europe et aux États-Unis.

## Raisons sociales
De 1891 à 1935, la société hongroise porte le nom de Manufacture d'armes et de machines de Budapest (Fegyver- és Gépgyár Rt.). De 1935 à 1946, l'appellation devient Fémáru-, Fegyver- és Gépgyár (« Manufacture d'objets métalliques, d'armes et de machines »), puis de 1946 à 1965 Lámpagyár (« Manufacture de lampes ») / Lampart, et à partir de 1965 Fegyver- és Gázkészülékgyár (« Manufacture d'armes et d'appareils à gaz »). Enfin de 1991 à 2004, la raison sociale est FÉGARMY Fegyvergyártó Kft. (« Manufacture d'armes FÉGARMY SARL »). La société fait faillite en 2004.

## Les pistolets de Frommer (1910-1945)
Rudolf Frommer a donné son nom à toute une série d'armes. Entre 1910 et 1929, FÉG produisit près de 400 000 Frommer 1910, Frommer Stop/12M/19M, Frommer Baby et Frommer Liliput. Durant les années 1930 et la seconde guerre mondiale, ils furent remplacés sur la chaîne de production par les Fémaru 29M/37M/P37(ü).

## L'ère des copies améliorées (1948-2008)
La soviétisation de l'Armée hongroise impose la production du FEG 48/Tokagypt, puis de dérivés de l'AK-47/AKM-59 à partir de 1955. Parallèlement, la police hongroise et l'exportation voient la création de clônes améliorés du Walther PP et du Browning GP35 sous la forme des FÉG PA-63 et FÉG P9M puis P9R.